# Narathura athada
Narathura athada är en fjärilsart som beskrevs av Otto Staudinger 1889. Narathura athada ingår i släktet Narathura och familjen juvelvingar. Inga underarter finns listade i Catalogue of Life.